# Trnovec (gmina Sevnica)
Trnovec – wieś w Słowenii, w gminie Sevnica. W 2018 roku liczyła 140 mieszkańców.